# Higashimatsuyama
Higashimatsuyama (jap. 東松山市 Higashimatsuyama-shi) – miasto w Japonii, na wyspie Honsiu, w prefekturze Saitama. Ma powierzchnię 65,35 km². W 2020 r. mieszkało w nim 91 838 osób, w 39 778 gospodarstwach domowych  (w 2010 r. 90 103 osoby, w 34 926 gospodarstwach domowych).
Status miasta (-shi) od 1 lipca 1954 r.

## Ludzie związani z Higashimatsuyamą
- Takaaki Kajita – laureat Nagrody Nobla w dziedzinie fizyki z 2015 roku